# Заволжский район (Ивановская область)
Заво́лжский райо́н — административно-территориальная единица (район) и муниципальное образование (муниципальный район) на севере Ивановской области России.
Административный центр — город Заволжск.

## География
Является единственным районом области, полностью расположенным к северу от Волги. Граничит по реке на юге с районами  Ивановской области: Приволжским, Вичугским, Кинешемским и с городом Кинешма. На востоке проходит сухопутная граница с Кинешемским районом, а на севере и западе — с Костромской областью.

## История

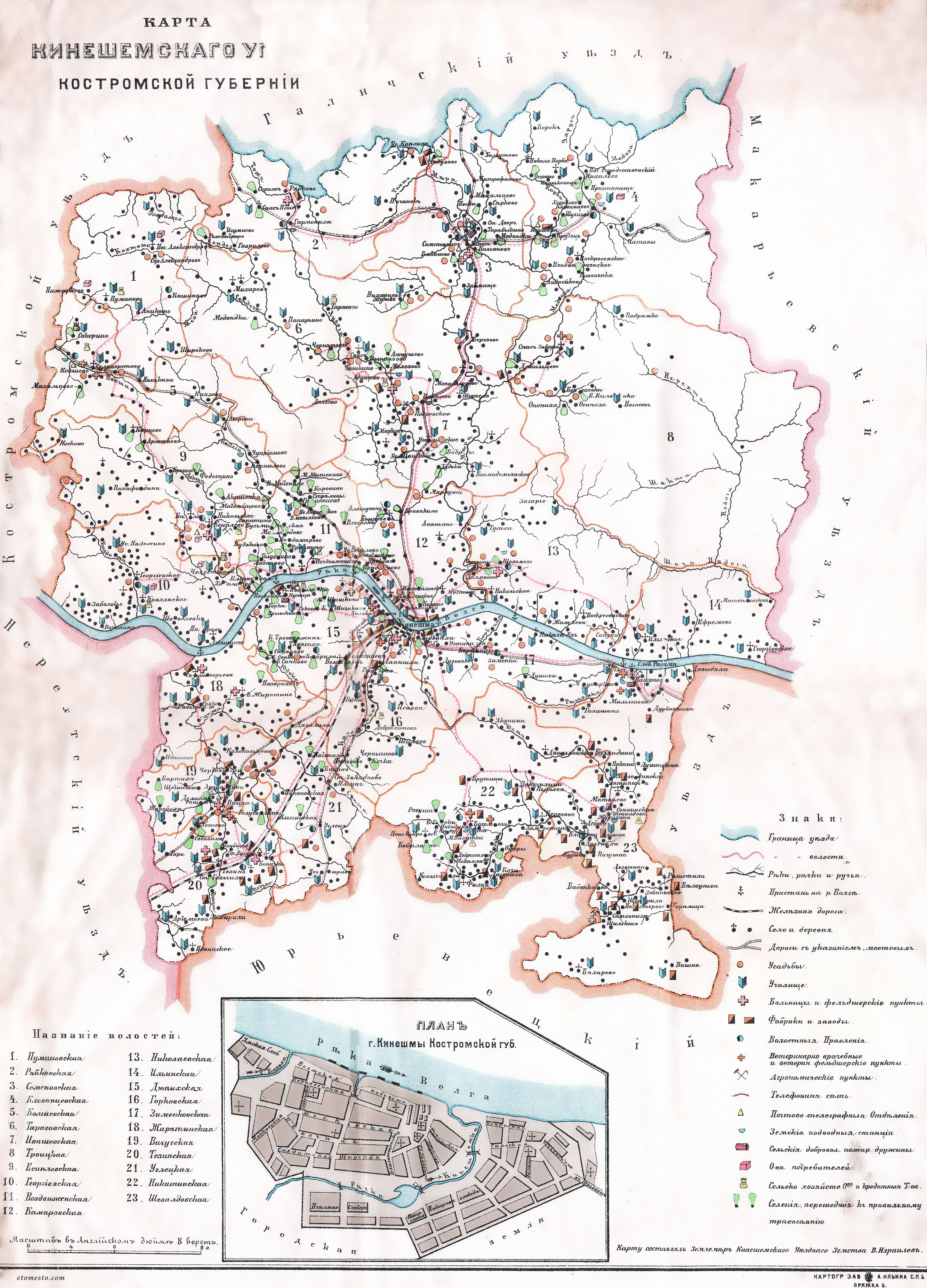
Карта Кинешемского уезда Костромской губернии, 1913 год

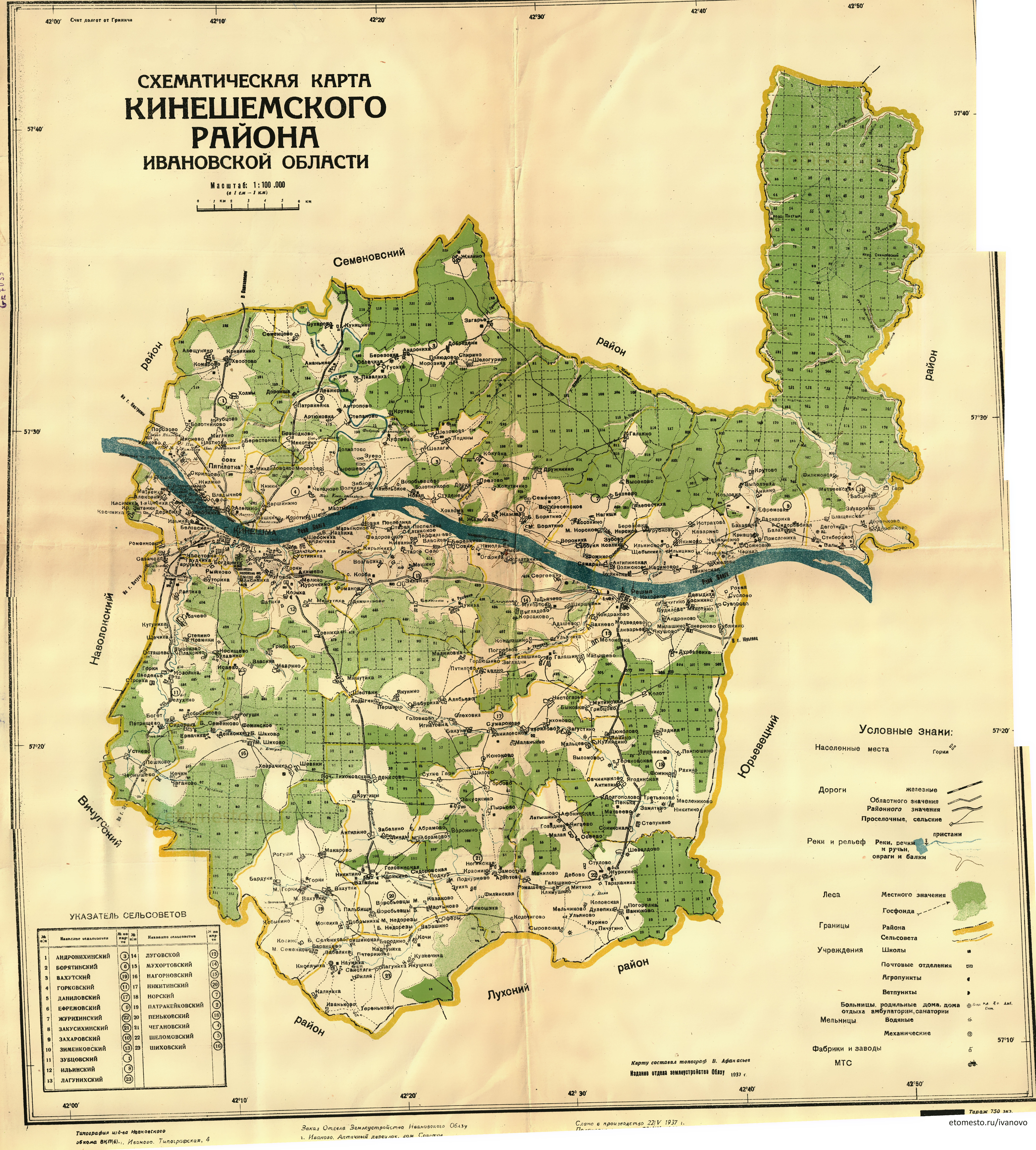
Схематическая карта Кинешемского района Ивановской области, 1937 год

Заволжский район был образован Указом Президиума Верховного Совета РСФСР 29 августа 1958 года из части территории Кинешемского и ликвидированного Наволокского района за исключением Наволокского и Тарасихинского сельсоветов, расположенных на левом берегу Волги. В район вошли следующие сельсоветы: Белоноговский, Воздвиженский, Дмитриевский, Есиплевский, Ивашевский, Колшевский, Корниловский, Новлянский, Чегановский, Шибановский, Шеломовский. 1 февраля 1963 года район был ликвидирован, его территория вошла в Кинешемский сельский район, за исключением города Заволжска и посёлков городского типа Долматовского и Заречного, переданных в административное подчинение Кинешемскому горсовету.
9 октября 1968 года образован Заволжский район в составе города Заволжска, рабочих посёлков Долматовский и Заречный, Белоноговского, Воздвиженского, Дмитриевского, Есиплевского, Колшевского, Корниловского, Новлянского, Чегановского, Шеломовского, Шибановского сельсоветов, ранее входивших в Кинешемский район. 18 декабря 1970 года образован Жажлевский сельсовет за счет разукрупнения Шеломовского сельсовета. 12 августа 1974 года Дмитриевский сельсовет переименован в Гольцовский. В декабре 1975 года упразднён Белоноговский сельсовет.
Решением Заволжского районного Совета Ивановской области от 29.07.1997 № 38 утвержден Устав муниципального образования «Заволжский район Ивановской области».
В 2005 году в рамках организации местного самоуправления был образован муниципальный район.

## Население
| 1959    | 1970    | 1979    | 1989    | 2002    | 2009    | 2010    | 2011    | 2012    |
| ------- | ------- | ------- | ------- | ------- | ------- | ------- | ------- | ------- |
| 41 983  | ↘38 330 | ↘33 702 | ↘28 627 | ↘22 039 | ↘18 201 | ↗18 468 | ↘18 399 | ↘17 882 |
| 2013    | 2014    | 2015    | 2016    | 2017    | 2018    | 2019    | 2020    | 2021    |
| ↘17 477 | ↘16 937 | ↘16 446 | ↘15 963 | ↘15 482 | ↘15 046 | ↘14 553 | ↘14 193 | ↘12 914 |

### Урбанизация
Городское население (город Заволжск) составляет  68,89 % населения района.

### Национальный состав
По итогам переписи населения 2020 года проживали следующие национальности (национальности менее 0,1 % и другое, см. в сноске к строке «Другие»):
| Национальность | Численность, чел. | Доля     |
| -------------- | ----------------- | -------- |
| Русские        | 12 364            | 95,74 %  |
| Татары         | 65                | 0,50 %   |
| Украинцы       | 28                | 0,22 %   |
| Армяне         | 17                | 0,13 %   |
| Чеченцы        | 16                | 0,12 %   |
| Другие         | 424               | 3,29 %   |
| Итого          | 12 914            | 100,00 % |

## Муниципально-территориальное устройство
В муниципальный район входят 5 муниципальных образований, в том числе одно городское и 4 сельских поселения.
| № | Муниципальное образование         | Административный центр | Количество населённых пунктов | Население (чел.) | Площадь (км²) |
| - | --------------------------------- | ---------------------- | ----------------------------- | ---------------- | ------------- |
| 1 | Заволжское городское поселение    | город Заволжск         | 1                             | ↘8896            | 9,85          |
| 2 | Волжское сельское поселение       | село Воздвиженье       | 88                            | ↗1519            | 495,07        |
| 3 | Дмитриевское сельское поселение   | село Колшево           | 33                            | ↘410             | 181,99        |
| 4 | Междуреченское сельское поселение | село Заречный          | 24                            | ↘1426            | 116,12        |
| 5 | Сосневское сельское поселение     | село Долматовский      | 18                            | ↘663             | 248,70        |

История муниципального устройства
В 2005 году в рамках организации местного самоуправления в муниципальном районе были созданы 1 городское и 10 сельских поселений:
- Заволжское городское поселение — город Заволжск
- Воздвиженское сельское поселение — села: Воздвиженье, Придорожный; деревни: Белькаши, Болотниково, Борисцево, Буяково, Быковка, Вертлужное, Водомерово, Ворокшино, Голузино, Емельяново, Еремино, Копытово, Коровино, Коростелево, Лобанцево, Любаново, Маймантово, Мантурово, Мешково, Милитино, Порозово, Посулово, Починок, Родинская, Рыболовка, Степанки, Стрелица, Тарасово, Тростниково, Хмелево, Яблонька
- Гольцовское сельское поселение — села: Курень, Логинцево; деревни: Беседы, Ватаги, Воронцово, Гольцовка, Городище, Гороженица, Дмитриевское, Ильинское, Коленково, Леньково, Маринино, Назарово, Нелидово, Пезлово, Хотеново, Худыни, Челесниково
- Долматовское сельское поселение — села: Долматовский, Никола-Мера; деревня: Андрониха, Березовка, Воробьецово, Гусиха, Зуево, Морозиха, Облечиха, Овсяницы, Полюдово, Студенец, Шелаги, Шеломово
- Есиплевское сельское поселение — село Есиплево; деревни: Новая Деревня, Собакино, Фефеловка, Акишенки, Игумново, Карпово
- Жажлевское сельское поселение — села: Жажлево, Октябрьский; деревни: Дорки, Хохлома
- Заречное сельское поселение — село Заречный; деревня Коротиха
- Колшевское сельское поселение — село Колшево; деревни: Безносово, Горянцево, Деревнище, Ивашево, Князево, Лобаново, Лыково, Лысково, Михальцево, Нянькино, Поделово, Селиверстово, Сокерино, Сорвирогово, Узорокино, Широково, Шишкино Малое, Ямново
- Корниловское сельское поселение — село Кистега; деревни: Аверино, Артюково, Белоногово, Вострово, Вьюшково, Голочелово, Игнатцево, Корнилово, Крапивки, Лентьево, Саловица, Федосцыно, Чуприяново
- Новлянское сельское поселение — села: Георгиевское, Новлянское, Семеновское; деревни: Антипиха, Ахлебинка, Бабцыно, Борщевка, Бутово, Ванютино, Ведерново, Воронино, Гаврилово, Заболотье, Зиновкино, Иворово, Исаковская, Караваиха, Карпуниха, Кисляковка, Комарово, Низовская, Рупосово, Русиновка, Рыболовка, Савитово, Спиридово, Сторожево, Торопиха, Фоминское, Шарино, Шевелевка, Шушково
- Чегановское сельское поселение — села: Бредихино, Мера; деревни: Ананьино, Антропово, Бухарево, Вершинино, Долматово, Доронжа, Зубцово, Кинино, Комарово, Коротиха, Куницыно, Маркуши, Мартыниха, Михайловская, Патракейка, Платково, Пырешево, Степаново, Холмы, Чеганово, Шерониха

В 2009 году в Волжское сельское поселение были включены Воздвиженское, Гольцовское, Есиплевское, Новлянское сельские поселения; в Дмитриевское сельское поселение — Корниловское и Колшевское сельские поселения; в Сосневское сельское поселение — Долматовское и Жажлевское сельские поселения; в Междуреченское сельское поселение — Заречное и Чегановское сельские поселения.

## Населённые пункты
В Заволжском районе 164 населённых пункта, в том числе 1 городской и 163 сельских. 
| №   | Населённый пункт | Тип     | Население | Муниципальное образование         |
| --- | ---------------- | ------- | --------- | --------------------------------- |
| 1   | Аверино          | деревня | 4         | Дмитриевское сельское поселение   |
| 2   | Ананьино         | деревня | 5         | Междуреченское сельское поселение |
| 3   | Андрониха        | деревня | 1         | Сосневское сельское поселение     |
| 4   | Антипиха         | деревня | 0         | Волжское сельское поселение       |
| 5   | Антропово        | деревня | 0         | Междуреченское сельское поселение |
| 6   | Артюково         | деревня | 0         | Дмитриевское сельское поселение   |
| 7   | Ахлебинка        | деревня | 0         | Волжское сельское поселение       |
| 8   | Бабцыно          | деревня | 11        | Волжское сельское поселение       |
| 9   | Безносово        | деревня | #Н/Д      | Дмитриевское сельское поселение   |
| 10  | Белоногово       | деревня | 0         | Дмитриевское сельское поселение   |
| 11  | Белькаши         | деревня | 4         | Волжское сельское поселение       |
| 12  | Берёзовка        | деревня | 2         | Сосневское сельское поселение     |
| 13  | Беседы           | деревня | 0         | Волжское сельское поселение       |
| 14  | Болотниково      | деревня | 14        | Волжское сельское поселение       |
| 15  | Борисцево        | деревня | 23        | Волжское сельское поселение       |
| 16  | Борщевка         | деревня | 12        | Волжское сельское поселение       |
| 17  | Бредихино        | село    | 131       | Междуреченское сельское поселение |
| 18  | Бутово           | деревня | 15        | Волжское сельское поселение       |
| 19  | Бухарево         | деревня | 0         | Междуреченское сельское поселение |
| 20  | Буяково          | деревня | 0         | Волжское сельское поселение       |
| 21  | Быковка          | деревня | 3         | Волжское сельское поселение       |
| 22  | Ванютино         | деревня | 0         | Волжское сельское поселение       |
| 23  | Ватаги           | деревня | 0         | Волжское сельское поселение       |
| 24  | Ведерново        | деревня | 1         | Волжское сельское поселение       |
| 25  | Вертлужное       | деревня | 16        | Волжское сельское поселение       |
| 26  | Вершинино        | деревня | 9         | Междуреченское сельское поселение |
| 27  | Водомерово       | деревня | 7         | Волжское сельское поселение       |
| 28  | Воздвиженье      | село    | ↘350      | Волжское сельское поселение       |
| 29  | Воробьецово      | деревня | 25        | Сосневское сельское поселение     |
| 30  | Ворокшино        | деревня | 4         | Волжское сельское поселение       |
| 31  | Воронино         | деревня | 9         | Волжское сельское поселение       |
| 32  | Воронцово        | деревня | 14        | Волжское сельское поселение       |
| 33  | Вострово         | деревня | 3         | Дмитриевское сельское поселение   |
| 34  | Вьюшково         | деревня | 3         | Дмитриевское сельское поселение   |
| 35  | Гаврилово        | деревня | 2         | Волжское сельское поселение       |
| 36  | Георгиевское     | село    | ↘4        | Волжское сельское поселение       |
| 37  | Голочелово       | деревня | 8         | Дмитриевское сельское поселение   |
| 38  | Голузино         | деревня | 3         | Волжское сельское поселение       |
| 39  | Гольцовка        | деревня | 152       | Волжское сельское поселение       |
| 40  | Городище         | деревня | 11        | Волжское сельское поселение       |
| 41  | Гороженица       | деревня | 0         | Волжское сельское поселение       |
| 42  | Горянцево        | деревня | 0         | Дмитриевское сельское поселение   |
| 43  | Гусиха           | деревня | 0         | Сосневское сельское поселение     |
| 44  | Деревнище        | деревня | 0         | Дмитриевское сельское поселение   |
| 45  | Дмитриевское     | деревня | 1         | Волжское сельское поселение       |
| 46  | Долматово        | деревня | 4         | Междуреченское сельское поселение |
| 47  | Долматовский     | село    | ↘369      | Сосневское сельское поселение     |
| 48  | Дорки            | деревня | 0         | Сосневское сельское поселение     |
| 49  | Доронжа          | деревня | 0         | Междуреченское сельское поселение |
| 50  | Емельяново       | деревня | 68        | Волжское сельское поселение       |
| 51  | Еремино          | деревня | 2         | Волжское сельское поселение       |
| 52  | Есиплево         | село    | ↘697      | Волжское сельское поселение       |
| 53  | Жажлево          | село    | ↘663      | Сосневское сельское поселение     |
| 54  | Заболотье        | деревня | 0         | Волжское сельское поселение       |
| 55  | Заволжск         | город   | ↘8896     | Заволжское городское поселение    |
| 56  | Заречный         | село    | ↘1192     | Междуреченское сельское поселение |
| 57  | Зиновкино        | деревня | 0         | Волжское сельское поселение       |
| 58  | Зубцово          | деревня | 11        | Междуреченское сельское поселение |
| 59  | Зуево            | деревня | 4         | Сосневское сельское поселение     |
| 60  | Ивашево          | деревня | 71        | Дмитриевское сельское поселение   |
| 61  | Иворово          | деревня | 1         | Волжское сельское поселение       |
| 62  | Игнатцево        | деревня | 0         | Дмитриевское сельское поселение   |
| 63  | Ильинское        | деревня | 14        | Волжское сельское поселение       |
| 64  | Исаковская       | деревня | 0         | Волжское сельское поселение       |
| 65  | Караваиха        | деревня | 3         | Волжское сельское поселение       |
| 66  | Карпуниха        | деревня | 3         | Волжское сельское поселение       |
| 67  | Кинино           | деревня | 26        | Междуреченское сельское поселение |
| 68  | Кисляковка       | деревня | 2         | Волжское сельское поселение       |
| 69  | Кистега          | село    | ↘53       | Дмитриевское сельское поселение   |
| 70  | Князево          | деревня | 23        | Дмитриевское сельское поселение   |
| 71  | Коленково        | деревня | 15        | Волжское сельское поселение       |
| 72  | Колшево          | село    | ↘453      | Дмитриевское сельское поселение   |
| 73  | Комарово         | деревня | 0         | Волжское сельское поселение       |
| 74  | Комарово         | деревня | ↘72       | Междуреченское сельское поселение |
| 75  | Копытово         | деревня | 6         | Волжское сельское поселение       |
| 76  | Корнилово        | деревня | 121       | Дмитриевское сельское поселение   |
| 77  | Коровино         | деревня | 1         | Волжское сельское поселение       |
| 78  | Коростелево      | деревня | 4         | Волжское сельское поселение       |
| 79  | Коротиха         | деревня | 479       | Междуреченское сельское поселение |
| 80  | Крапивки         | деревня | 70        | Дмитриевское сельское поселение   |
| 81  | Куницыно         | деревня | 2         | Междуреченское сельское поселение |
| 82  | Курень           | село    | 101       | Волжское сельское поселение       |
| 83  | Лентьево         | деревня | 0         | Дмитриевское сельское поселение   |
| 84  | Леньково         | деревня | 0         | Волжское сельское поселение       |
| 85  | Лобаново         | деревня | 0         | Дмитриевское сельское поселение   |
| 86  | Лобанцево        | деревня | 27        | Волжское сельское поселение       |
| 87  | Логинцево        | село    | 6         | Волжское сельское поселение       |
| 88  | Лыково           | деревня | 10        | Дмитриевское сельское поселение   |
| 89  | Лысково          | деревня | 0         | Дмитриевское сельское поселение   |
| 90  | Любаново         | деревня | 0         | Волжское сельское поселение       |
| 91  | Маймантово       | деревня | 3         | Волжское сельское поселение       |
| 92  | Мантурово        | деревня | 0         | Волжское сельское поселение       |
| 93  | Маринино         | деревня | 0         | Волжское сельское поселение       |
| 94  | Маркуши          | деревня | 5         | Междуреченское сельское поселение |
| 95  | Мартыниха        | деревня | 31        | Междуреченское сельское поселение |
| 96  | Мера             | село    | 20        | Междуреченское сельское поселение |
| 97  | Мешково          | деревня | 1         | Волжское сельское поселение       |
| 98  | Милитино         | деревня | 62        | Волжское сельское поселение       |
| 99  | Михайловская     | деревня | 0         | Междуреченское сельское поселение |
| 100 | Михальцево       | деревня | 0         | Дмитриевское сельское поселение   |
| 101 | Морозиха         | деревня | 0         | Сосневское сельское поселение     |
| 102 | Назарово         | деревня | 0         | Волжское сельское поселение       |
| 103 | Нелидово         | деревня | 7         | Волжское сельское поселение       |
| 104 | Низовская        | деревня | 2         | Волжское сельское поселение       |
| 105 | Николо-Мера      | село    | ↘6        | Сосневское сельское поселение     |
| 106 | Новая Деревня    | деревня | ↘48       | Волжское сельское поселение       |
| 107 | Новлянское       | село    | ↘226      | Волжское сельское поселение       |
| 108 | Нянькино         | деревня | 0         | Дмитриевское сельское поселение   |
| 109 | Облечиха         | деревня | 1         | Сосневское сельское поселение     |
| 110 | Овсяницы         | деревня | 13        | Сосневское сельское поселение     |
| 111 | Октябрьский      | село    | 2         | Сосневское сельское поселение     |
| 112 | Патракейка       | деревня | ↗6        | Междуреченское сельское поселение |
| 113 | Пезлово          | деревня | 4         | Волжское сельское поселение       |
| 114 | Платково         | деревня | 49        | Междуреченское сельское поселение |
| 115 | Поделово         | деревня | 8         | Дмитриевское сельское поселение   |
| 116 | Полюдово         | деревня | 0         | Сосневское сельское поселение     |
| 117 | Порозово         | деревня | 28        | Волжское сельское поселение       |
| 118 | Посулово         | деревня | 12        | Волжское сельское поселение       |
| 119 | Починок          | деревня | 0         | Волжское сельское поселение       |
| 120 | Придорожный      | село    | 3         | Волжское сельское поселение       |
| 121 | Пырешево         | деревня | 92        | Междуреченское сельское поселение |
| 122 | Родинская        | деревня | 3         | Волжское сельское поселение       |
| 123 | Рупосово         | деревня | 7         | Волжское сельское поселение       |
| 124 | Русиновка        | деревня | 1         | Волжское сельское поселение       |
| 125 | Рыболовка        | деревня | 3         | Волжское сельское поселение       |
| 126 | Рыболовка        | деревня | 7         | Волжское сельское поселение       |
| 127 | Савитово         | деревня | 3         | Волжское сельское поселение       |
| 128 | Саловица         | деревня | 0         | Дмитриевское сельское поселение   |
| 129 | Селиверстово     | деревня | 0         | Дмитриевское сельское поселение   |
| 130 | Семеновское      | село    | ↘3        | Волжское сельское поселение       |
| 131 | Собакино         | деревня | 0         | Волжское сельское поселение       |
| 132 | Сокерино         | деревня | 0         | Дмитриевское сельское поселение   |
| 133 | Сорвирогово      | деревня | 0         | Дмитриевское сельское поселение   |
| 134 | Спиридово        | деревня | 0         | Волжское сельское поселение       |
| 135 | Степанки         | деревня | 0         | Волжское сельское поселение       |
| 136 | Степаново        | деревня | 10        | Междуреченское сельское поселение |
| 137 | Сторожево        | деревня | 11        | Волжское сельское поселение       |
| 138 | Стрелица         | деревня | 0         | Волжское сельское поселение       |
| 139 | Студенец         | деревня | 1         | Сосневское сельское поселение     |
| 140 | Тарасово         | деревня | 0         | Волжское сельское поселение       |
| 141 | Торопиха         | деревня | 59        | Волжское сельское поселение       |
| 142 | Тростниково      | деревня | 14        | Волжское сельское поселение       |
| 143 | Узорокино        | деревня | 0         | Дмитриевское сельское поселение   |
| 144 | Федосцыно        | деревня | 88        | Дмитриевское сельское поселение   |
| 145 | Фефеловка        | деревня | 0         | Волжское сельское поселение       |
| 146 | Фоминское        | деревня | 77        | Волжское сельское поселение       |
| 147 | Хмелево          | деревня | 4         | Волжское сельское поселение       |
| 148 | Холмы            | деревня | 5         | Междуреченское сельское поселение |
| 149 | Хотеново         | деревня | 9         | Волжское сельское поселение       |
| 150 | Хохлома          | деревня | 9         | Сосневское сельское поселение     |
| 151 | Худыни           | деревня | 3         | Волжское сельское поселение       |
| 152 | Чеганово         | деревня | ↘28       | Междуреченское сельское поселение |
| 153 | Челесниково      | деревня | 1         | Волжское сельское поселение       |
| 154 | Чуприяново       | деревня | 0         | Дмитриевское сельское поселение   |
| 155 | Шарино           | деревня | 4         | Волжское сельское поселение       |
| 156 | Шевелевка        | деревня | 1         | Волжское сельское поселение       |
| 157 | Шелаги           | деревня | 1         | Сосневское сельское поселение     |
| 158 | Шеломово         | деревня | ↘4        | Сосневское сельское поселение     |
| 159 | Шерониха         | деревня | 7         | Междуреченское сельское поселение |
| 160 | Широково         | деревня | 0         | Дмитриевское сельское поселение   |
| 161 | Шишкино Малое    | деревня | 0         | Дмитриевское сельское поселение   |
| 162 | Шушково          | деревня | 0         | Волжское сельское поселение       |
| 163 | Яблонька         | деревня | 0         | Волжское сельское поселение       |
| 164 | Ямново           | деревня | 10        | Дмитриевское сельское поселение   |

Упразднённые населённые пункты:
- 1997 год — деревни Никульское, Асаново, Качалки, Медведково, Погорелица[26].
- 2002 год — деревня Вишенки и хутор Надежино[27]

## Экономика

### Общая характеристика
Экономическое состояние района на данный момент оценивается как депрессивное. Район характеризуют низкая степень инвестиционной привлекательности, высокая степень убыточности предприятий, а также низкая заработная плата работников промышленной отрасли. Уровень безработицы по району в два раза выше среднеобластного и составляет, по официальным данным, 5,6 %. Большая часть территории района не газифицирована.

### Промышленность
Основной составляющей структуры экономики района является промышленность. Становление и развитие района связано с работой его ведущих предприятий: химического завода им. М. В. Фрунзе и фибровой фабрики. Заволжский химический завод им. М. В. Фрунзе — крупнейшее в своей отрасли предприятие по производству химических красителей, текстильных вспомогательных веществ, химикатов-добавок. Основная продукция фибровой фабрики — фибра листовая, трубочная, детали из фибры, щитки для электросварщиков, чемоданы.
В связи с развитием химического производства в районе актуальна проблема утилизации химических отходов. Крупнейшим предприятием района, осуществляющим эту работу, является ЗАО «Стройхимматериалы», в деятельности которого в ноябре 2011 года был выявлен ряд нарушений, связанных с размещением опасных отходов на большой глубине.
Другие производственные предприятия района:
- ООО «Фабрика Трикотажа «Заречье»,
- ОАО «Заволжский хлебокомбинат»,
- ОАО «Заволжское лесопромышленное предприятие»,
- МУП «Заволжский лесопункт»,
- ОАО «Заволжскжелезобетон»,
- ОАО «Заволжсклен»,
- ЗАО «Есиплевский сырзавод»,
- ОАО «Жажлевский леспромхоз»,
- ОАО «Заволжское лесопромышленное предприятие»,
- ТОО «Волжское».

### Сельское хозяйство
Производством сельскохозяйственной продукции: зерна, овощей, картофеля, льна, кормов для животноводства, молока, мяса — в районе занимается 19 сельскохозяйственных предприятий, в том числе 14 сельскохозяйственных производственных кооперативов, 1 совхоз, 1 открытое акционерное общество, 2 закрытых акционерных общества. Помимо этого, функционирует 6 крестьянско-фермерских хозяйств и около 3,5 тысяч личных подсобных хозяйств. Заволжский район имеет неподходящие для выращивания злаков почвы, и по этой причине урожайность зерновых, а также картофеля здесь ниже, чем в других районах. Тем не менее, район обеспечивает себя зерном, картофелем, овощами, продуктами животноводства. Также на территории муниципалитета имеет место выращивание льна.

### Туризм
Заволжский район обладает значительным рекреационным потенциалом, поэтому перспективы экономического развития территории связывают в том числе и с туризмом. В настоящий момент на территории района функционирует туристическая база «Заречье», расположенная на берегу р. Мера в районе деревни Степаново, ряд детских лагерей летнего отдыха. Политика администрации района направлена на привлечение инвестиций в сферу туризма.

## Архитектура, культура и природные объекты
Достопримечательностями Заволжского района являются 36 памятников природы, истории и культуры. Наиболее известны: Крестовоздвиженская церковь 1790 года постройки, церковь Богоявления 1770 года постройки, церковь Казанской Божьей Матери в селе Семёновское, здание музея ОАО «Химический завод имени М. В. Фрунзе», построенное заводчиками Бурнаевыми-Курочкиными в 1907—1908 годах в стиле «псевдоготика», здание районного дома культуры, построенное в 1915 году по проекту академика Веснина.
- Большую историческую ценность представляют постройки, связанные с именем выдающегося русского астронома, академика Ф. А. Бредихина (бывшая усадьба, липовый парк, пруды).
- В своей усадьбе «Соколово», расположенной недалеко от города, композитор А. П. Бородин писал оперу «Князь Игорь», (57,501547° с. ш. 42,058841° в. д.HGЯO).
- Имение  предпринимателя, мецената, коллекционера Н. П. Рузского «Студёные Ключи» (57°29′59″ с. ш. 42°04′58″ в. д.HGЯO), где бывали Ф. И. Шаляпин, С. В. Рахманинов и многие другие деятели культуры[28], с главным домом 1912 года в стиле неоклассицизма[29].
- Храм Рождества Пресвятой Богородицы начала XIX века в стиле классицизма в деревне Патракейка; четверик со скруглёнными углами, увенчанный ротондой, трапезная и колокольня со шпилем[29].

- Памятник в Геннадию Невельскому вблизи его бывшего имения Рогозиниха 57°29′40″ с. ш. 42°16′31″ в. д.HGЯO, где он жил и работал в летние месяцы с семьёй (1862—1876 годы)[30]. Открыт 29 июня 2013 года[31].

До настоящего времени в сёлах Измайлове и Новлянском (Тихонов овраг) существуют источники родниковой воды, по преданию найденные и расчищенные преподобным Тихоном Лухским. В храме села Космодемьянского Заволжского района существовал престол в честь преподобного.

## Социальные учреждения церкви
При Заволжском благочинии в деревне Воробьецове Заволжского района действует семейный приют-подворье «Благодать» — подворье храма преподобного Сергия Радонежского (село 
Долматовский), приют и база труда и отдыха для детей и взрослых с ограниченными возможностями. Место для создания подворья было определено в 2002 году благословением архимандрита Кирилла (Павлова). На подворье организовано постоянное или временное сопровождаемое проживание для детей-сирот и взрослых с ограниченными возможностями — воспитанников социальных учреждений из разных городов России, в том числе выпускников детских домов-интернатов, а также детей с ограниченными возможностями, воспитывающихся в семьях, вместе со своими родителями. Имеются мастерские деревенских ремёсел, небольшие ферма и огород, пасека и птичий двор. Подворье технически приспособлено для жизни людей с ограниченными возможностями. При храме преподобного Сергия Радонежского в селе Долматовский (ул. 1-я Школьная, д. 14) действует Музей русского быта и народного творчества. Как и храм, музей располагается в здании бывшей средней школы. Также при храме действуют воскресная школа и мастерские. Группа милосердия оказывает помощь одиноким пожилым людям, инвалидам, лицам из социальной группы риска, детям из неблагополучных и малоимущих семей и сиротам. При храме создаётся Дом милосердия.
Приход села Колшева Заволжского района окормляет духовно-просветительский центр «Истоки» при Колшевской школе для детей социальных сирот и детей, которым трудно даётся учёба.

## Знаменитые уроженцы
- Беликов, Виктор Матвеевич (1923—2002) — Герой Советского Союза, родился в деревне Копытово, Заволжский район. В городе Заволжск на Аллее Героев ему установлен бюст.
- Веселов, Владимир Сергеевич (1907—1948) — генерал-майор, родился в деревне Десяцкое.
- Вилков Николай Александрович (1918—1945), родился в селе Ильинское — советский военный моряк, старшина первой статьи, Герой Советского Союза.
- Горохов, Юрий Иванович (1921—1944), родился в селе Федосцыне в 1921 года, будущий Герой Советского Союза. В 1933 году переехал с родителями в Кинешму, где учился в средней школе № 4 (ныне школа имени Д. А. Фурманова). По окончании школы с 1937 года работал токарем на заводе имени Калинина, одновременно занимался в Кинешемском аэроклубе имени С. А. Леваневского. Во время Великой Отечественной войны совершил большое число боевых подвигов. Погиб в 1944 году в бою[38][39][40].